# Politiek in Groningen (gemeente)
De gemeente Groningen wordt bestuurd vanuit het Stadhuis van Groningen.  
Sinds de Nederlandse gemeenteraadsverkiezingen 2022 bestaat de coalitie uit vijf partijen: GroenLinks, Partij van de Arbeid (Nederland), Partij voor de Dieren, Socialistische Partij (Nederland) en de ChristenUnie. Op 13 juni 2022 presenteerden deze partijen het coalitieakkoord "Het begint in Groningen, voor wat van waarde is". 

## Gemeenteraad van Groningen
Bij de gemeenteraadsverkiezingen mochten 183.746 mensen stemmen en was de opkomst 53.2%. Op 30 maart 2022 werden 24 vrouwen en 21 mannen geïnstalleerd. De gemiddelde leeftijd was 36 jaar, twee jaar jonger dan de gemiddelde leeftijd van de Groningse populatie.
Maart 2025 werd duidelijk dat René Staaijen de vrijgevallen zetel van de Stadspartij 100% voor Groningen zal innemen na het vertrek van Mariska Sloot, en daarbij geen onderdeel van de fractie zou worden maar als éénmansfractie (formeel, de groep Staaijen) zitting zal nemen. Opvallend is dat in de periode 2022 t/m 2026 drie raadsleden de stap naar de Tweede Kamer der Staten-Generaal gemaakt hebben: Julian Bushoff, Jimmy Dijk en Dennis Ram. 
| Partij                          | Stemmen        | Stemmen            | Zetels |
| Partij                          | Aantal stemmen | Percentage stemmen | Zetels |
| ------------------------------- | -------------- | ------------------ | ------ |
| GroenLinks                      | 18.669         | 18%                | 9      |
| PvdA                            | 12.434         | 12%                | 6      |
| D66                             | 10.986         | 10%                | 5      |
| PvdD                            | 9.730          | 9,3%               | 4      |
| Stadspartij 100% voor Groningen | 9.689          | 9,2%               | 4 (3)  |
| SP                              | 8.631          | 8,2%               | 4      |
| VVD                             | 7.860          | 7,5%               | 3      |
| Student en Stad                 | 6.607          | 6,3%               | 3      |
| CU                              | 5.344          | 5,1%               | 2      |
| CDA                             | 5.243          | 4,99%              | 2      |
| Partij voor het Noorden         | 4.282          | 4,07%              | 2      |
| PVV                             | 2.234          | 2,13%              | 1      |
| FvD                             | 1.751          | 1,67%              | 0      |
| BVNL                            | 844            | 0,8%               | 0      |
| Partij van de Zuinigheid        | 706            | 0,67%              | 0      |
| Blanco (Dokter T.)              | 100            | 0,1%               | 0      |

## College van B&W
Roelien Kamminga is sinds 30 juni 2025 Burgemeester van Groningen. Zij vervangt de waarnemer Mirjam van 't Veld, die op haar beurt de kroonbenoemde Burgemeester Koen Schuiling verving sinds 28 oktober 2024. 
Wethouders: 
- Mirjam Wijnja (GroenLinks)
- Carine Bloemhoff (PvdA)
- Kirsten de Wrede (PvdD)
- Eelco Eikenaar (SP)
- Inge Jongman (CU)
- Philip Broeksma (GroenLinks)
- Rik van Niejenhuis (PvdA)
- Manouska Molema (GroenLinks)